# Siebel Fh 104
Siebel Fh 104 var ett tyskt lätt passagerarflygplan från slutet av 1930-talet.
Fh 104 var ett lågvingat monoflygplan med täckt kabin. Besättningen bestod i en pilot som var placerad längst fram i kabinen. Bakom förarplatsen fanns två rader med stolar med två stolar i var rad. På flygplanskroppens vänstra sida fanns två stora dörrar, en för var stolsrad, för att underlätta av och påstigande, samt en aktre dörr till bagageutrymmet, som var placerat bakom den bakersta stolsraden. Flygplanet var fullständigt utrustat för mörker och blindflygning. 
Hjullandstället var hydrauliskt infällbart i vingen och motorgondolens bakre del. Huvudstället kunde även fällas ut manuellt med handkraft på cirka 7 sekunder. Som avlastning för bakkroppen fanns ett rörligt sporrhjul under fenan. Vingarna och flygplanskroppen var tillverkade i duralumin och klädda med lättmetall medan roderytorna kläddes med duk. 
På var vinge monterades en motorgondol som gav plats för hjulställ, bränsletank och en luftkyld Hirth V-motor. Hela motorpaketet var placerat framför vingens framkant vilket medgav att motorgondolens bränsletank kunde lasta 150 liter bränsle. Motorerna drev en tvåbladig fast propeller. 
Fh 104 kom senare att vidareutvecklas till passagerarflygplanet Siebel Si 204